# مینرال اسلاید (کالیفرنیا)
مینرال اسلاید (به انگلیسی: Mineral Slide) یک منطقهٔ مسکونی در ایالات متحده آمریکا است که در شهرستان بیوت، کالیفرنیا واقع شده‌است. مینرال اسلاید ۳۳۵ متر بالاتر از سطح دریا واقع شده‌است.